# Ionkovo, Razgrad
Ionkovo (în bulgară Йонково) este un sat în comuna Isperih, regiunea Razgrad,  Bulgaria. 

## Demografie
Componența etnică a satului Ionkovo
     Turci (92,5%)
     Bulgari (6,31%)
     Nicio identificare (1,18%)
     Altele (0,39%)
La recensământul din 2011, populația satului Ionkovo era de 760 locuitori. Din punct de vedere etnic, majoritatea locuitorilor (92,5%) erau turci, cu o minoritate de bulgari (6,31%). Pentru 1,18% din locuitori nu este cunoscută apartenența etnică.